# Guillaume Bouteiller
Pierre-Guillaume Bouteiller (* 28. Oktober 1787 in Paris; † 11. November 1860 ebenda) war ein französischer Komponist.

## Leben und Werk
Bouteiller, 1787 in Paris geboren, studierte bei dem italienischen Opernkomponisten Angelo Tarchi, der am Konservatorium von Neapel unterrichtet hatte und seit 1797 in Paris lebte, sowie am Conservatoire de Paris. 1806 gewann er mit der Kantate Héro et Léandre nach einem Libretto von Jacques Bins de Saint-Victor den premier Premier Grand Prix de Rome. Er verzichtete jedoch auf die Romreise und trat stattdessen einen Posten in der Rechtsverwaltung an.
Fortan widmete er sich der Musik nur noch als Amateur. 1817 wurde am Theatre Feydeau seine komische Oper Le Trompeur sans le vouloir nach einem Libretto von Jean-François Roger und Auguste Creuzé de Lesser uraufgeführt. Nach dem Misserfolg der Oper hat Bouteiller das Komponieren offenbar aufgegeben. Seine Kantate wurde in jüngerer Zeit 2007 durch das Orchestre National de Montpellier mit der Sängerin Ana Maria Labin aufgeführt.

## Auszeichnungen
- 1806: Prix de Rome für Héro et Léandre[2]